# Prieuré de Couches
Le prieuré de Couches, datant du VIIe siècle, est situé dans un corps de bâtiment commun à la mairie de Couches en Saône-et-Loire, abrite aujourd'hui une salle de réception.

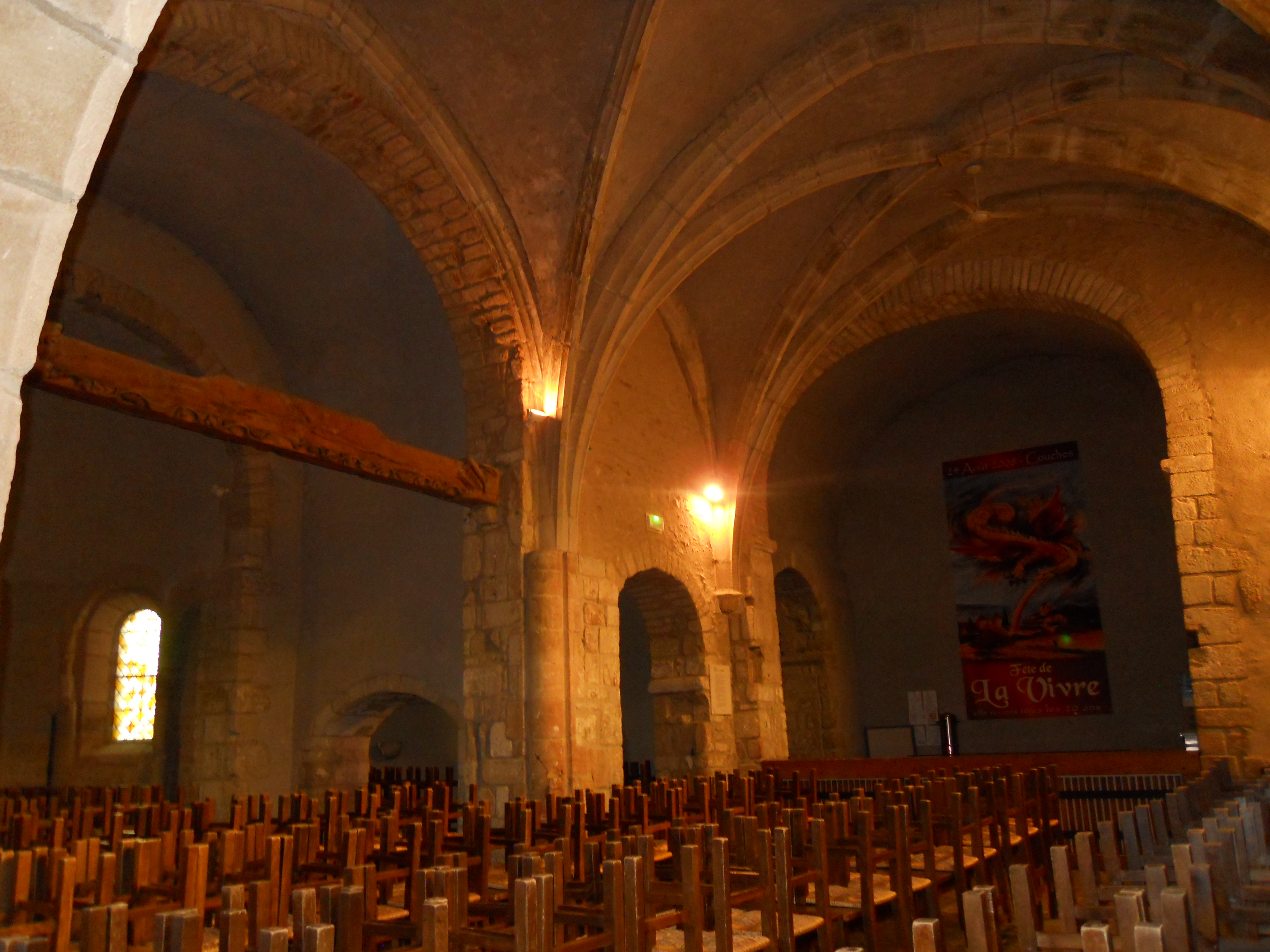
Prieuré de Couches

## Historique
Dès les premiers âges de la chrétienté, Couches fut élu comme lieu de prière.
Le monastère construit sans doute au VIIe siècle, fut détruit par les sarrasins en 725, il dut être reconstruit dès le début du IXe siècle, puisqu’il en est fait mention dans un diplôme en 843.
En 939, l’abbaye fut de nouveau détruite et transformée en château-fort, elle tomba aux mains des laïques, en 990, et fut mise sous la sauvegarde de la puissante abbaye Saint-Pierre de Flavigny-sur-Ozerain.
Le monastère fut réparé de telle façon qu’en 1098, Hugues de Flavigny, petit-fils de l’empereur Othon III, pouvait y recevoir “somptueusement”, et y traiter “magnifiquement” l’évêque d’Autun qui revenait de Lyon.
En 1359 et 1360, Couches subit l’assaut des Anglais qui ne laissèrent que des “ruines” sur leur passage, le prieuré fut très endommagé, le monastère fut entièrement ravagé par le feu, les cloches elles-mêmes fondirent, sa remise en état devait être rapidement entreprise, puisqu’en 1364, le prieur “Hugues de Montagu” demandait à l’abbaye de Flavigny, de pouvoir consacrer les 100 livres annuelles de redevances, aux réparations, faculté qui lui fut accordée le 30 janvier 1365.
Au cours des années 1438 et 1441, les “Écorcheurs”, l’une de ces compagnies de brigands, qui semait la terreur au Moyen Âge, pillèrent et saccagèrent Couches et les environs, nul doute que le prieuré reçu leur visite.

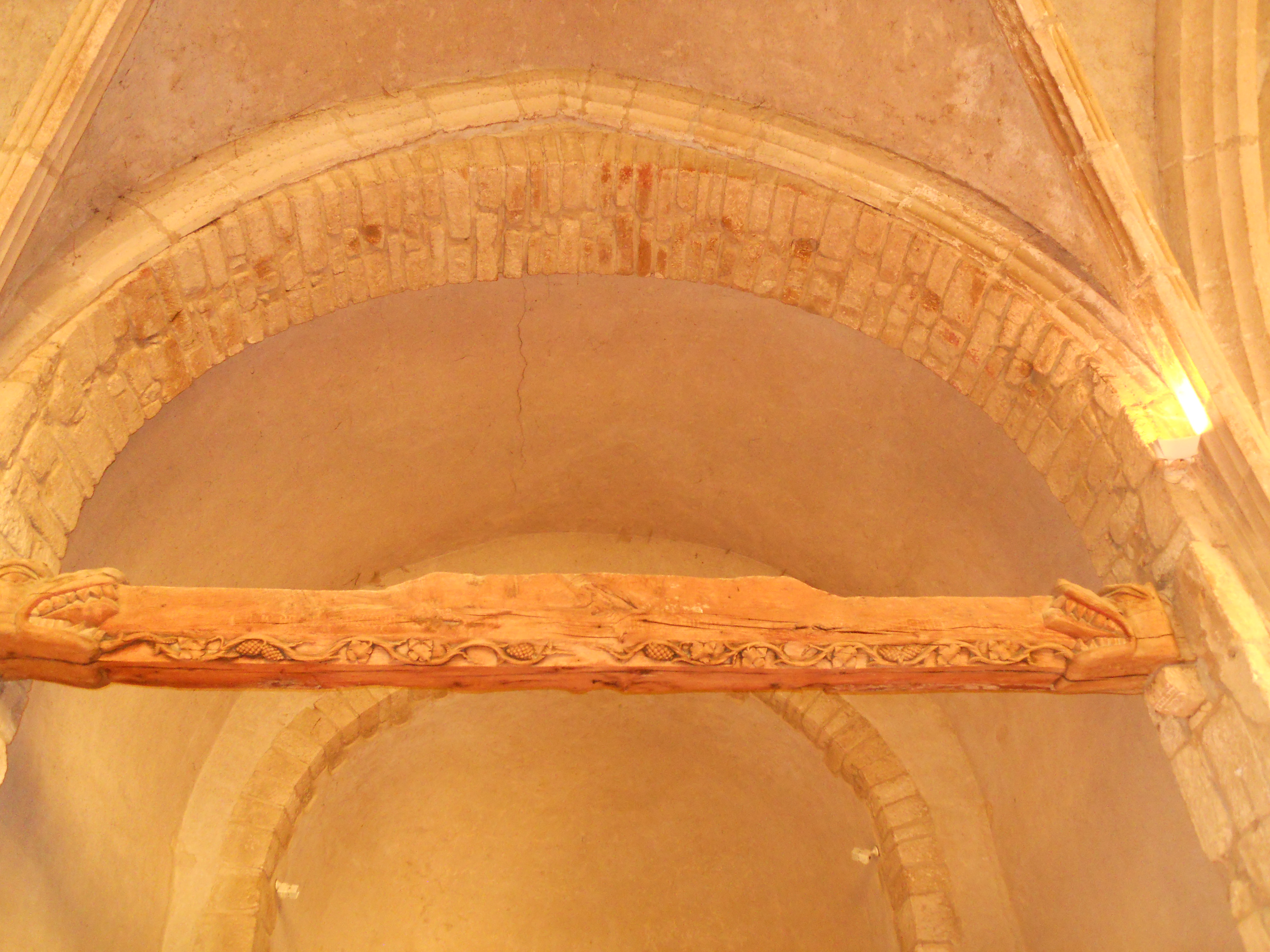
Poutre sculptée du Prieuré daté de 1456

Antoine de Clugny, prieur en 1463, restaura l’Église du prieuré et y fonda la chapelle en l’honneur de Saint Jean l’évangéliste, et Sainte Madeleine, l’autel fut consacré le 7 août 1496.

## Description
Il subsiste de l'église primitive l'abside centrale et deux des quatre absidioles. En 1826, pour la construction de l'hôtel de ville, ont été détruites deux de ces absidioles romanes.
Les voûtes à nervures, qui sont en avant des absides, le portail et les fenêtres à vitraux, sont l’œuvre d’Antoine de Clugny.
La fameuse poutre ornée de pampres, et de deux têtes d’animaux fantastiques, est supposée évoquer une représentation de la Vivre, cette œuvre est due au Prieur Etienne de Neufville et porte la date du 8 janvier 1456.

## Sources
- Abbé Grunwald (ancien curé de Couches), Couches : un peu d'histoire, revue « Images de Saône-et-Loire » n° 20 (décembre 1973), pp. 3-7.